# エレクトラ (1962年の映画)
エレクトラ （希:Ηλέκτρα）はエウリピデスによって書かれた悲劇『エレクトラ』に基づいて製作された1962年のギリシャ映画。監督はマイケル・カコヤニス。以後、『トロイアの女』（1971年）、『イフゲニア』（1977年）と続く「ギリシャ悲劇三部作」の第1作。主演はイレーネ・パパス（エレクトラ）、ヤニス・フェルテス（オレステス）。

## 配役
- エレクトラ - イレーネ・パパス
- オレステス - ヤニス・フェルテス
- クリュタイムネストラ - アレカ・カツェリ
- 家庭教師 - マノス・カトラキス
- エレクトラの夫 - ノチス・ペルヤリス
- アイギストス - ホエブス・ラジス
- ピラデス - タキス・エマニュエル
- 合唱隊（コロス）リーダー - テアノ・イアニドゥー
- アガメムノン - テオドロス・ディミトリュー
- エレクトラ（少女時代） - エルジー・ピッタス
- オレステス（少年時代） - ペトロス・アンペラス

## 受賞
1962年カンヌ国際映画祭：最優秀映画化賞、フランス映画高等技術委員会賞